# Luciano Falsiroli
Luciano Falsiroli (Sanguinetto, 18 settembre 1934) è un ex calciatore, giornalista e scrittore italiano.

## Calciatore
Sul campo sportivo di Sanguinetto, a 13 anni, come tanti ragazzini della sua età, dà i primi calci al pallone in compagnia del coetaneo e compaesano Gino Pivatelli, che certamente contribuisce ad incrementare in lui la prepotente passione per il calcio e con il quale avrà un intenso rapporto di amicizia senza soluzione di continuità; solo dopo due anni, affidato dalla famiglia al convitto nazionale Maria Luigia di Parma in seguito ad un infortunio scolastico, indossa la maglia della squadra Giovane Italia di Parma (settore Ragazzi) assieme a un altro futuro grande campione come Bruno Mora.
Nel 1952 supera un provino all'Hellas Verona dove gioca per due anni nel Campionato Riserve, senza peraltro riuscire ad essere inserito nella Prima Squadra, allora in Serie B. Deluso per le mancate occasioni e deciso a mettersi alle spalle l'esame di maturità, ripiega in provincia facendo un Campionato in Seconda Divisione con l'A.C. Sanguinetto, per proseguire in Promozione con la Lendinarese e, ancora, in Quarta Serie con l'A.C. Audace di San Michele Extra. Compagno di squadra in quest'ultima formazione, è Mariolino Corso che due anni dopo entrerà all'Inter.
Nell'estate 1957 viene ceduto al Bolzano dove gioca per tre stagioni entusiasmanti. Dalla IV Serie la squadra arriva alla Serie C, mancando per un soffio l'ulteriore passaggio in B in un epico spareggio con la Pro Patria. Fallito il traguardo che, a parte la breve esperienza di una stagione nel 1947, non riuscirà più nemmeno ad avvicinare, la Società alto-atesina cede Falsiroli alla Sarom Ravenna. Nonostante l'impegno finanziario del patron Attilio Monti, il campionato 1960-1961 è costellato di infortuni e sconfitte; al termine Falsiroli lascia per un buon ingaggio al Lecce.
Anche qui l'obiettivo nel mirino è sempre lo stesso, la Serie B. A due giornate dalla fine del Campionato riescono a battere 2-1 il Foggia del mitico Oronzo Pugliese raggiungendolo al vertice della classifica, con un irrefrenabile entusiasmo di tutta la città, ma il successo finale mancherà per un soffio in circostanze non perfettamente cristalline. Questa ulteriore delusione induce Falsiroli ad abbandonare il calcio: è il 1962.

## Giornalista
Nel settembre 1962 l'amico e mentore Giulio Nascimbeni lo indirizza a Verona al quotidiano L'Arena, dove per dieci anni seguirà il settore sportivo, spesso al seguito della squadra di calcio cittadina in Serie B e in Serie A. Nell'estate del 1965 supera l'esame di giornalista professionista davanti a Gino Palumbo che 15 anni dopo sarà il suo Direttore alla Gazzetta dello Sport. In questo periodo viene eletto Presidente dell'Associazione Veronese della Stampa.
Nel '72 Giulio Nascimbeni, nella veste di Direttore della Domenica del Corriere, lo chiama a Milano e, solo dopo due anni, un altro bel balzo: al Corriere della Sera, dapprima in Cronaca, quindi allo Sport, per circa sette anni.
È il 1980 quando decide di tentare l'avventura con L'Occhio di Maurizio Costanzo che avrà vita brevissima, meno di due anni, ma dopo soli sei mesi è chiamato alla Gazzetta dello Sport, dove resterà per sette anni.
Nel 1988 Luigi Bazzoli lo riporta al Corriere della Sera dove rimane fino al 1998, assumendo nel frattempo la responsabilità del Supplemento Vivimilano.

## Scrittore
Da pensionato Falsiroli entra nella Edizioni Riza dove svolge il ruolo di Direttore Editoriale, in stretta collaborazione con Raffaele Morelli, psichiatra e psicoterapeuta, fondatore e Presidente dell'Istituto Riza di Medicina Psicosomatica.
Già nel 1977 aveva avuto una interessante esperienza letteraria curando una biografia del calciatore Sandro Mazzola dalla tragedia di Superga, in cui trovò la morte il padre, mitico Valentino, fino al debutto con la Nazionale Italiana a San Siro contro il Brasile di Pelé ("La prima fetta di torta" - Editore Rizzoli).
Con Morelli elabora un libro-intervista ("La felicità è qui" - Editore Mondadori - 2011) che ottiene un buon successo editoriale.
Un suo lungo racconto entra nel volume-antologia "Giornalisti di Provincia", accanto a firme celebri, tutte di matrice veneta.
"Quel patto senza tempo" (Editore Riza - 2014) con la prefazione di Raffaele Morelli, una storia dedicata all'amicizia, è la più recente fatica di Falsiroli, che ora è dedito con passione al suo terzo amore: la letteratura.